# Mindre stamfly
Mindre stamfly, Amphipoea crinanensis, är en fjärilsart som beskrevs av Charles Richard Nelson Burrows 1908. Mindre stamfly ingår i släktet Amphipoea och familjen nattflyn, Noctuidae. Enligt den finländska rödlistan är arten sårbar, VU i Finland. Enligt den svenska rödlistan är arten nära hotad i Sverige. Arten är funnen i nästan alla svenska landskap, från Skåne till Torne lappmark men är sparsam eller sällsynt nästan överallt utom möjligen lokalt längs västkusten.  I Finland finns arten från Åland till Norra Karelen och norr ut med ströfynd upp till Vasa. Artens livsmiljö är främst näringsfattigare, öppna och våta miljöer, kärrmarker på ljunghedar, grusiga älvstränder, igenväxta vikar med vass och sumpängar etc. Inga underarter finns listade i Catalogue of Life.